# Queda de Herat
A Queda de Herat foi uma batalha e subsequente captura de Herat pelos combatentes do Talibã. O ataque à cidade começou por volta de 28 de julho de 2021 e terminou com a vitória dos talibãs em 13 de agosto do mesmo ano. Vários dos distritos vizinhos caíram de junho a meados de julho, deixando apenas a cidade e dois outros distritos sob o controle do governo em 10 de julho. As passagens de fronteira na província de Herat caíram em 9 de julho, elevando os preços das mercadorias dentro da cidade. Ismail Khan, ex-governador e senhor da guerra, liderou uma força de insurreição pública para ajudar as Forças de Segurança Nacional Afegãs na defesa da cidade.
Depois que os combates começaram na cidade no final de julho, o Talibã lançou um ataque significativo em 30 de julho, fechando o Aeroporto Internacional de Herat e tomando temporariamente a estrada que leva ao aeroporto. Poucos dias depois, os moradores locais cantaram "Allahu Akbar" (Deus é Grande) em apoio às forças governamentais. Os insurgentes talibãs lançaram outro ataque significativo à cidade em 12 de agosto, tomando-a no início da noite. Ismail Khan foi capturado e posteriormente libertado.

## Antecedentes
Simultaneamente com a retirada da maioria das tropas dos Estados Unidos do Afeganistão, o Talibã aumentou a intensidade de sua ofensiva, tomando pelo menos 50 distritos em maio e junho de 2021. Parecia que os talibãs estavam capturando distritos em torno das capitais provinciais, preparando-se para capturá-las assim que as forças estrangeiras partirem.  No final de junho de 2021, os militares italianos retiraram-se de uma base de Herat, supostamente destruindo equipamento militar e não deixando nenhum para o Exército Nacional Afegão. Naquela época, o controle do Aeroporto Internacional de Herat também foi entregue às forças afegãs.  As últimas tropas italianas retornaram à Itália no final de 29 de junho de 2021.

### Captura de distritos na província de Herat

Mapa dos distritos da província de Herat.

Em janeiro de 2019, o SIGAR considerou que todos, exceto um distrito da província de Herat, distrito de Shindand, estavam sob controle do governo ou influenciados pelo governo (entre o controle governamental e o contestado). Em 11 de junho de 2021, o Talibã reivindicou ter capturado o distrito de Farsi, a sudoeste da cidade. Seis dias depois, o distrito de Obe, que fica diretamente ao norte do distrito de Farsi, foi capturado a oeste de Herat. Em 6 de julho, o distrito de Ghoryan a leste de Herat, na fronteira com o Irã, estava sob controle talibã, junto com o distrito de Chishti Sharif a oeste.
Em 9 de julho, o Talibã capturou oito distritos da província de Herat e duas grandes cidades fronteiriças, Islam Qala e Torghundi. Islam Qala fica a 120 quilômetros de Herat e é um dos principais postos fronteiriços com o Irã, trazendo 1,5 bilhão de afegãos anualmente para a República Islâmica do Afeganistão. Os soldados fugiram para o Irã por segurança. Torghundi é um dos dois postos fronteiriços com o Turcomenistão. Os oito distritos capturados foram Karukh, Kohsan, Gulran, Kushki Kuhna, Kushk, Shindand, Adraskan e Pashtun Zarghun. De acordo com relatos, cinco distritos foram capturados em combates. O distrito de Zendeh Jan, a 43 quilômetros de Herat, passou para o controle dos talibãs no dia anterior. Os ataques e capturas dos distritos deixaram apenas dois distritos, Injil e Guzara, além da cidade de Herat sob o controle governista. O distrito de Karokh foi retomado em 23 de julho. Em 24 de julho, o governo impôs um toque de recolher na província de Herat e na maioria das outras províncias do Afeganistão.

### Ismail Khan
Após a captura de oito distritos da província em um dia, em 9 de julho, o Talibã avançou perto da cidade. Naquele mesmo dia Ismail Khan, ex-senhor da guerra e membro proeminente do Jamiat-e Islami, convocou seus seguidores para proteger e defender Herat e então recapturar os distritos vizinhos. Eles coordenaram suas atividades com as forças de segurança e foram destacados em 13 de julho. As forças que ele comandou impediram temporariamente a captura da cidade pelo Talibã e retardaram seu avanço. 

## Combates

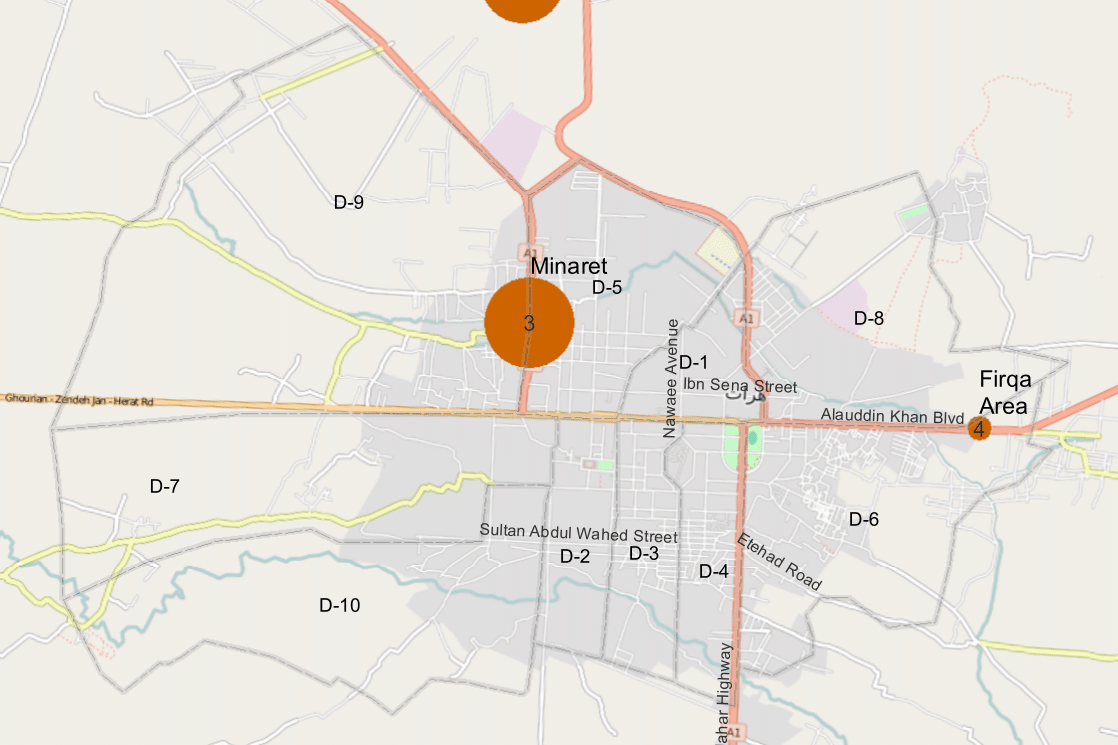
Mapa dos distritos da cidade de Herat.

Os combates começaram na cidade por volta de 28 de julho.  No dia seguinte, os confrontos atingiram a Ponte Malan, que cruza o rio Hari cerca de 12 quilômetros (7,5 milhas) ao sul da cidade.
A batalha foi intensa em 30 de julho. A parte da rodovia Kandahar – Herat que leva ao aeroporto estava sob forte ataque. O escritório das Nações Unidas em Herat também foi atacado por disparos e granadas, matando um guarda de segurança e ferindo outras pessoas.  Um porta-voz do Talibã divulgou um comunicado dizendo que o escritório havia sido pego em fogo cruzado. O comandante do 207.º corpo de exército também foi capturado e morto neste dia. Devido aos combates, todos os voos foram cancelados no Aeroporto Internacional de Herat, localizado 10,5 quilômetros (6,5 milhas) ao sul da cidade. As forças governistas conseguiram retomar a estrada que levava ao aeroporto na tarde do dia seguinte.
Em 31 de julho, a Ponte Malan foi tomada pelos talibãs após dois dias de combates. No dia seguinte, repórteres do Pajhwok Afghan News foram brevemente capturados, mas rapidamente libertados.  Em 2 de agosto, confrontos ocorreram a pelo menos 2 quilômetros (1,2 milhas) do centro da cidade entre as forças alinhadas ao governo e os talibãs, principalmente nos distritos 2, 3, 7 e 14. Os moradores locais também cantaram Allahu Akbar ("Deus é Grande ") nas ruas em apoio às forças do levante público sob Ismail Khan, alinhadas com o governo, e as forças de segurança. Dois dias depois, os distritos 2, 3, 10 e 11 foram atacados pelos talibãs. O chefe de polícia do distrito 10 foi morto nos combates. O Talibã foi repelido com êxito da cidade.
Em 12 de agosto, Herat foi atacada pelos quatro lados. O governador Abdul Saboor Qani disse que o Talibã enfrentaria uma gigantesca resposta das forças de segurança. Naquele mesmo dia, no início da noite, os combatentes talibãs romperam as linhas defensivas e entraram na cidade. Os residentes locais corriam e gritavam pela cidade temendo os rebeldes. Testemunhas informaram que houve disparos ocasionais em um prédio governamental, embora o restante da cidade permanecesse tranquila. A cidade caiu no dia seguinte,  com as forças do governo recuando para uma base militar.  De acordo com Halid Pashtun, conselheiro sênior do alto conselho de paz afegão, as tropas governistas se renderam em Herat, o que levou à sua captura.

## Consequências
Os moradores relataram que os talibãs estavam revistando casas, procurando funcionários do governo, armas e veículos.  Dois supostos saqueadores foram exibidos pelas ruas como um aviso um dia após o Talibã capturar a cidade. 
As forças governistas prometeram retirar-se do aeroporto e do quartel-general do comandante do Exército depois que a cidade fosse tomada. Ismail Khan também foi capturado e colocado em prisão domiciliar.  De acordo com um membro do conselho provincial, Khan, o governador da província e outros oficiais foram entregues como parte de um acordo com os insurgentes. A captura forneceu ao Talibã um forte símbolo de resistência em declínio em Herat. Segundo fontes próximas a Ismail Khan, em 16 de agosto ele deixou a custódia e foi para Mashhad, no Irã. 
Poucos dias depois da captura da cidade, alguns escritórios governamentais, incluindo o departamento de eletricidade, foram reabertos sem funcionários do sexo feminino.  As mulheres também ficaram fora das ruas e os homens usaram roupas mais tradicionais do Afeganistão. Em 18 de agosto, as meninas voltaram à escola. Os talibãs distribuíam hijabs e lenços de cabeça na entrada da escola. 

## Significado
Herat é a terceira maior cidade do Afeganistão (com uma população de pelo menos dois milhões), fica em importantes rotas comerciais e é uma entrada importante para o Irã. É a maior cidade do oeste do Afeganistão e, em parte por isso, é um centro econômico. Junto com a captura de Lashkargah durante a Batalha de Lashkargah e a queda de Kandahar na Batalha de Kandahar, suas capturas foram os ganhos mais significativos até então na ofensiva talibã de 2021.
Halid Pashtun e Ismail Khan alegaram que havia paquistaneses lutando pelos talibãs e que o Talibã recebe apoio do Paquistão.

### Efeitos
Segundo as autoridades de saúde, pelo menos oito civis foram mortos e 260 ficaram feridos nas duas semanas de combate. Um hospital informou que recebeu 24 corpos e quase 200 feridos.  Um ataque talibã à infraestrutura em Islam Qala levou à perda da internet em meados de julho.
Duas semanas após a captura de Islam Qala, o preço do óleo de cozinha aumentou cerca de 50%. A maioria dos cidadãos abastados de Herat partiram antes do Eid al-Adha, o que reduziu drasticamente os gastos com o festival. De acordo com um vendedor, seus rendimentos com o Eid cairam 90%. Um fabricante de doces teve seus pedidos cortados pela metade em comparação com um ano normal.